# Ipomoea vagans
Ipomoea vagans är en vindeväxtart som beskrevs av John Gilbert Baker. Ipomoea vagans ingår i släktet praktvindor, och familjen vindeväxter. Inga underarter finns listade i Catalogue of Life.